# Lindsey Stirling (album)
Lindsey Stirling je debutové studiové album americké houslistky, zpěvačky a skladatelky Lindsey Stirling, vydané v roce 2012. Album produkoval Marko G.
V USA se album v hitparádě Billboard 200 umístilo na 23. pozici. V kategoriích Dance/Electronic a Classical bylo toto album dokonce nejprodávanější. 13. místo pak zaujalo v kategorii Independent.

## Seznam skladeb
1. „Electric Daisy Violin“ (Lindsey Stirling, Marko G) - 3:15
2. „Zi-Zi's Journey“ (Lindsey Stirling, AFSHeeN) - 3:16
3. „Crystallize“ (Lindsey Stirling, Marko G) - 4:18
4. „Song of the Caged Bird“ (Stirling, Marko G) - 3:05
5. „Moon Trance“ (Stirling, FIXYN) - 3:55
6. „Minimal Beat“ (Stirling, Marko G) - 3:35
7. „Transcendence“ (Stirling, Marko G) - 3:45
8. „Elements“ (Stirling, Marko G) - 4:07
9. „Shadows“ (Stirling, Marko G) - 3:43
10. „Spontaneous Me“ (Stirling, Marko G) - 3:29
11. „Anti Gravity“ (Stirling, Marko G) - 3:56
12. „Stars Align“ (Stirling, Poet Name Life) - 4:47

## Bonusové skladby
29. října 2013 vyšlo album opětovně v DeLuxe verzi. Ta obsahuje pět skladeb navíc.
1. „Crystallize Orchestral Version“ (Lindsey Stirling, Marko G) - 4:35
2. „Transcendence Orchestral Version“ (Lindsey Stirling, Marko G) - 4:22
3. „Elements Orchestral Version“ (Lindsey Stirling, Marko G) - 4:08
4. „Crystallize Mashup“ (Stirling, Marko G, Wild Children) - 4:47
5. „My Immortal“ coververze - 4:11

## Osoby
- Lindsey Stirling - housle, zpěv, executive producent
- Marko G, AFSHeeN, FIXYN, Poet Name Life - produkce
- Ryan Wyler - executive producent
- Devin Graham, Scott Jarvie - fotografie
- Creative Regime - art design

## Videoklipy
| Název                                | Rok  | Režie                         | Poznámky |
| ------------------------------------ | ---- | ----------------------------- | --- |
| "Spontaneous Me"                     | 2011 | Devin Graham                  | Použita zkrácená verze skladby |
| "Transcendence"                      | 2011 | Nathan D. Lee                 | hraje Dalton Skinner jako počítačový technik                                                                                           |
| "Electric Daisy Violin"              | 2011 | Devin Graham                  | choreografie od Natalie Vilos |
| "Shadows"                            | 2012 | Lindsey Stirling Devin Graham | |
| "Crystallize"                        | 2012 | Lindsey Stirling Devin Graham | natočeno v Ice Castles v Silverthorne                                                                                                  |
| "Elements"                           | 2012 | Lindsey Stirling Devin Graham | Makeup od Laury Watkin (voda), Joanny Bishop (oheň), a Alexandrie Murillo (vítr)                                                       |
| "Moon Trance"                        | 2012 | Nathan D. Lee                 | účinkují členové kapely Lindsey Stirling Jason Gaviati a Drew Steen. Makeup od Dale Flink, Joanny Bishop, Shiloh White, Emily Jacobsen |
| "Song of the Caged Bird"             | 2012 | Nathan D. Lee                 | Výprava: Erin Rowley Osvětlovač: Brandon Moss Svíčky: Gold Canyon Candles                                                              |
| "My Immortal"                        | 2013 | Mason Johnson/Klepticenter    | Světelný design: Jole Reiff. |
| "Elements (Orchestral Version)"      | 2013 | NBC and "Dracula"             | Video bylo natočeno za účelem podpory TV seriálu Drákula, který měl premiéru v říjnu 2013.                                             |
| "Minimal Beat"                       | 2013 | Mason Johnson/Klepticenter    | Natočeno během světového turné v roce 2013.                                                                                            |
| "Stars Align"                        | 2014 | Nathan D. Lee                 | Producent: Jared Cardon. Choreografie: Anže Škrube Efekty: PlayfightVFX Natočeno v: YouTube Space LA                                   |
| "Transcendence (Orchestral Version)" | 2014 | Micah Merill                  | Featuring: Landfill Harmonic. choreografie: Bonnie Story                                                                               |